# Carbonylbromid
Carbonylbromid (Bromphosgen) ist eine chemische Verbindung aus der Gruppe der Säurehalogenide. Sie ist das Dibromid der Kohlensäure.

## Gewinnung und Darstellung
Carbonylbromid wurde zuerst 1863 durch J. Schiel durch Reaktion von Kohlenmonoxid mit Bromdampf in Sonnenlicht synthetisiert.
Es wird heute durch Reaktion von Tetrabromkohlenstoff mit Schwefelsäure bei 150–170 °C mit etwa 50 % Ausbeute gewonnen.
{\displaystyle \mathrm {CBr_{4}\ +\ H_{2}SO_{4}\ {\xrightarrow[{}]{}}} } {\displaystyle \mathrm {\ COBr_{2}+\ 2HBr+\ SO_{3}\ {\xrightarrow[{}]{}}} } {\displaystyle \mathrm {\ COBr_{2}+\ SO_{2}+\ H_{2}O+\ Br_{2}} }

## Eigenschaften
Carbonylbromid ist eine farblose Flüssigkeit mit starkem Geruch, die an Luft raucht und sich bei erhöhten Temperaturen (vor allem in Gegenwart von Verunreinigungen) oder Lichteinfluss zu Kohlenstoffmonoxid und elementarem Brom zersetzt. Sie hydrolysiert in Wasser zu Bromwasserstoff und Kohlendioxid.

## Verwendung
Carbonylbromid wird zur Herstellung von Farbstoffen verwendet.